# Liste des épisodes de Cheers

Cet article présente la liste des épisodes de la série télévisée américaine Cheers.

## Panorama des saisons
| Saison | Saison | Nombre d'épisodes | Horaire US                          | Diffusion originale | Diffusion originale |
| Saison | Saison | Nombre d'épisodes | Horaire US                          | Début de saison     | Fin de saison       |
| ------ | ------ | ----------------- | ----------------------------------- | ------------------- | ------------------- |
|        | 1      | 22                | Jeudi 21h (1982) Jeudi 21h30 (1983) | 30 septembre 1982   | 31 mars 1983        |
|        | 2      | 22                | Jeudi 21h30 (1983) Jeudi 21h (1984) | 29 septembre 1983   | 10 mai 1984         |
|        | 3      | 25                | Jeudi 21h                           | 27 septembre 1984   | 9 mai 1985          |
|        | 4      | 26                | Jeudi 21h                           | 26 septembre 1985   | 15 mai 1986         |
|        | 5      | 26                | Jeudi 21h                           | 25 septembre 1986   | 7 mai 1987          |
|        | 6      | 25                | Jeudi 21h                           | 24 septembre 1987   | 5 mai 1988          |
|        | 7      | 22                | Jeudi 21h                           | 27 octobre 1988     | 4 mai 1989          |
|        | 8      | 26                | Jeudi 21h                           | 21 septembre 1989   | 3 mai 1990          |
|        | 9      | 26                | Jeudi 21h                           | 20 septembre 1990   | 2 mai 1991          |
|        | 10     | 25                | Jeudi 21h                           | 19 septembre 1991   | 24 mai 1992         |
|        | 11     | 25                | Jeudi 21h                           | 24 septembre 1992   | 20 mai 1993         |

## Épisodes

### Saison 1: 1982/83
| N° | #  | Titre français                           | Titre original                     | Réalisation   | Scénario                    | 1er diffusion US  |
| -- | -- | ---------------------------------------- | ---------------------------------- | ------------- | --------------------------- | ----------------- |
| 1  | 1  | "Quand tu veux, on se marie"             | Give Me a Ring Sometime            | James Burrows | Les Charles et Glen Charles | 30 septembre 1982 |
| 2  | 2  | "Sam et les femmes"                      | Sam's Women                        | James Burrows | Earl Pomerantz              | 7 octobre 1982    |
| 3  | 3  | "Carla, la délinquante"                  | The Tortelli Tort                  | James Burrows | Tom Reeder                  | 14 octobre 1982   |
| 4  | 4  | "L'interniew de Sam"                     | Sam at Eleven                      | James Burrows | Les Charles et Glen Charles | 21 octobre 1982   |
| 5  | 5  | "La fille du coach"                      | Coach's Daughter                   | James Burrows | Ken Estin                   | 28 octobre 1982   |
| 6  | 6  | "L'amie de Diane"                        | Any Friend of Diane's              | James Burrows | Ken Levine et David Isaacs  | 4 novembre 1982   |
| 7  | 7  | "La soirée de Norman"                    | Friends, Romans, Accountants       | James Burrows | Ken Levine et David Isaacs  | 11 novembre 1982  |
| 8  | 8  | "Révélations"                            | Truce or Consequences              | James Burrows | Ken Levine et David Isaacs  | 18 novembre 1982  |
| 9  | 9  | "Les nouveaux débuts de coach"           | Coach Returns to Action            | James Burrows | Earl Pomerantz              | 25 novembre 1982  |
| 10 | 10 | "Passage à vide"                         | Endless Slumper                    | James Burrows | Sam Simon                   | 2 décembre 1982   |
| 11 | 11 | "Brèves de comptoir"                     | One for the Book                   | James Burrows | Katherine Green             | 9 décembre 1982   |
| 12 | 12 | "L'espion qui venait se mettre au froid" | The Spy Who Came In for a Cold One | James Burrows | David Lloyd                 | 16 décembre 1982  |
| 13 | 13 | "Devenir une star"                       | Now Pitching, Sam Malone           | James Burrows | Ken Levine et David Isaacs  | 6 janvier 1983    |
| 14 | 14 | "L'art et la manière"                    | Let Me Count the Ways              | James Burrows | Heide Perlman               | 13 janvier 1983   |
| 15 | 15 | "Le secret de Carla"                     | Father Knows Last                  | James Burrows | Heide Perlman               | 20 janvier 1983   |
| 16 | 16 | "Sam fait la une"                        | The Boys in the Bar                | James Burrows | Ken Levine et David Isaacs  | 27 janvier 1983   |
| 17 | 17 | "Rendez-vous manqués"                    | Diane's Perfect Date               | James Burrows | David Lloyd                 | 10 février 1983   |
| 18 | 18 | "Le concours"                            | No Contest                         | James Burrows | Heide Perlman               | 17 février 1983   |
| 19 | 19 | "A tricheur, tricheur et demi"           | Pick a Con... Any Con              | James Burrows | David Angell                | 24 février 1983   |
| 20 | 20 | "Mariage d'intérêts"                     | Someone Single, Someone Blue       | James Burrows | David Angell                | 3 mars 1983       |
| 21 | 21 | "L'épreuve de force Partie 1"            | Showdown - Part 1                  | James Burrows | Les Charles et Glen Charles | 24 mars 1983      |
| 22 | 22 | "L'épreuve de force Partie 2"            | Showdown - Part 2                  | James Burrows | Les Charles et Glen Charles | 31 mars 1983      |

### Saison 2: 1983/84
| N° | #  | Titre français             | Titre original                           | Réalisation   | Scénario                    | 1er diffusion US  |
| -- | -- | -------------------------- | ---------------------------------------- | ------------- | --------------------------- | ----------------- |
| 23 | 1  | "Une soirée romantique"    | Power Play                               | James Burrows | Les Charles et Glen Charles | 29 septembre 1983 |
| 24 | 2  | "La petite sœur de Carla"  | Little Sister Don't Cha                  | James Burrows | Heide Perlman               | 13 octobre 1983   |
| 25 | 3  | "Personal Business"        | Personal Business                        | James Burrows | Tom Reeder                  | 20 octobre 1983   |
| 26 | 4  | "La bête de scène"         | Homicidal Ham                            | James Burrows | David Lloyd                 | 27 octobre 1983   |
| 27 | 5  | "Le retour de Sumner"      | Sumner's Return                          | James Burrows | Michael J. Weithorn         | 3 novembre 1983   |
| 28 | 6  | "Histoire de cœur"         | Affairs of the Heart                     | James Burrows | Heide Perlman               | 10 novembre 1983  |
| 29 | 7  | "Anciennes amours"         | Old Flames                               | James Burrows | David Angell                | 17 novembre 1983  |
| 30 | 8  | "Coach reprend du collier" | Manager Coach                            | James Burrows | Earl Pomerantz              | 24 novembre 1983  |
| 31 | 9  | "Les mémoires de Sam"      | They Called Me Mayday                    | James Burrows | David Angell                | 1er décembre 1983 |
| 32 | 10 | "Parlez-moi d'amour"       | How Do I Love Thee, Let Me Call You Back | James Burrows | Earl Pomerantz              | 8 décembre 1983   |
| 33 | 11 | "D'amour ou d'amitié"      | Just Three Friends                       | James Burrows | David Lloyd                 | 15 décembre 1983  |
| 34 | 12 | "Where There's a Will..."  | Where There's a Will...                  | James Burrows | Nick Arnold                 | 22 décembre 1983  |
| 35 | 13 | "L'ex de Carla"            | Battle of the Exes                       | James Burrows | Ken Estin et Sam Simon      | 5 janvier 1984    |
| 36 | 14 | "La guerre des comptables" | No Help Wanted                           | James Burrows | Max Tash                    | 12 janvier 1984   |
| 37 | 15 | "Ménage à trois"           | And Coachie Makes Three                  | James Burrows | Heide Perlman               | 19 janvier 1984   |
| 38 | 16 | "Cliff joue les durs"      | Cliff's Rocky Moment                     | James Burrows | David Lloyd                 | 26 janvier 1984   |
| 39 | 17 | "La bonne aventure"        | Fortune and Men's Weight                 | James Burrows | Heide Perlman               | 2 février 1984    |
| 40 | 18 | "Sports d'hiver"           | Snow Job                                 | James Burrows | David Angell                | 9 février 1984    |
| 41 | 19 | "Oraison funèbre"          | Coach Buries a Grudge                    | James Burrows | David Lloyd                 | 16 février 1984   |
| 42 | 20 | "La conquête de Norman"    | Norman's Conquest                        | James Burrows | Lissa Levin                 | 23 février 1984   |
| 43 | 21 | "Le portrait Partie 1"     | I'll Be Seeing You - Part 1              | James Burrows | Les Charles et Glen Charles | 3 mai 1984        |
| 44 | 22 | "Le portrait Partie 2"     | I'll Be Seeing You - Part 2              | James Burrows | Les Charles et Glen Charles | 10 mai 1984       |

### Saison 3: 1984/85
| N° | #  | Titre français                  | Titre original                     | Réalisation   | Scénario                    | 1er diffusion US  |
| -- | -- | ------------------------------- | ---------------------------------- | ------------- | --------------------------- | ----------------- |
| 45 | 1  | "Un nouveau départ Partie 1"    | Rebound - Part 1                   | James Burrows | Les Charles et Glen Charles | 27 septembre 1984 |
| 46 | 2  | "Un nouveau départ Partie 2"    | Rebound - Part 2                   | James Burrows | Les Charles et Glen Charles | 4 octobre 1984    |
| 47 | 3  | "Je crie ton nom"               | I Call Your Name                   | James Burrows | Peter Casey et David Lee    | 18 octobre 1984   |
| 48 | 4  | "Un vrai conte de fées"         | Fairy Tales Can Come True          | James Burrows | Sam Simon                   | 25 octobre 1984   |
| 49 | 5  | "Blessures intimes"             | Sam Turns the Other Cheek          | James Burrows | David Lloyd                 | 1er novembre 1984 |
| 50 | 6  | "Coach est amoureux Partie 1"   | Coach in Love - Part 1             | James Burrows | David Angell                | 8 novembre 1984   |
| 51 | 7  | "Coach est amoureux Partie 2"   | Coach in Love - Part 2             | James Burrows | David Angell                | 15 novembre 1984  |
| 52 | 8  | "La belle-mère"                 | Diane Meets Mom                    | James Burrows | David Lloyd                 | 22 novembre 1984  |
| 53 | 9  | "L'amour sorcier"               | An American Family                 | James Burrows | Heide Perlman               | 29 novembre 1984  |
| 54 | 10 | "L'allergie de Diane"           | Diane's Allergy                    | James Burrows | David Lloyd                 | 6 décembre 1984   |
| 55 | 11 | "Peterson Crusoé"               | Peterson Crusoe                    | James Burrows | David Angell                | 13 décembre 1984  |
| 56 | 12 | "Un amour dévorant"             | A Ditch in Time                    | James Burrows | Ken Estin                   | 20 décembre 1984  |
| 57 | 13 | "Le mentor"                     | Whodunit?                          | James Burrows | Tom Reeder                  | 3 janvier 1985    |
| 58 | 14 | "La chasse au Dahu"             | The Heart Is a Lonely Snipe Hunter | James Burrows | Max Tash                    | 10 janvier 1985   |
| 59 | 15 | "Un grand match"                | King of the Hill                   | James Burrows | Elliot Shoenman             | 24 janvier 1985   |
| 60 | 16 | "Le chouchou"                   | Teacher's Pet                      | James Burrows | Tom Reeder                  | 31 janvier 1985   |
| 61 | 17 | "Cas de conscience"             | The Mail Goes to Jail              | James Burrows | David Lloyd                 | 7 février 1985    |
| 62 | 18 | "Pari d'ivrogne"                | Bar Bet                            | James Burrows | Jim Parker                  | 14 février 1985   |
| 63 | 19 | "Sam se cultive"                | Behind Every Great Man             | James Burrows | Ken Levine et David Isaacs  | 21 février 1985   |
| 64 | 20 | "La reconquête de Carla"        | If Ever I Would Leave You          | James Burrows | Ken Levine et David Isaacs  | 28 février 1985   |
| 65 | 21 | "L'éxecuteur des basses œuvres" | The Executive's Executioner        | James Burrows | Heide Perlman               | 7 mars 1985       |
| 66 | 22 | "Adieu Cheers !"                | Cheerio, Cheers                    | James Burrows | Sam Simon                   | 11 avril 1985     |
| 67 | 23 | "La nouvelle serveuse"          | The Bartender's Tale               | James Burrows | Sam Simon                   | 18 avril 1985     |
| 68 | 24 | "Les filles de St Clete's"      | The Belles of St. Clete's          | James Burrows | Ken Estin                   | 2 mai 1985        |
| 69 | 25 | "Appel à l'aide"                | Rescue Me                          | James Burrows | Ken Estin                   | 9 mai 1985        |

### Saison 4: 1985/86
| N° | #  | Titre français                        | Titre original                | Réalisation   | Scénario                          | 1er diffusion US  |
| -- | -- | ------------------------------------- | ----------------------------- | ------------- | --------------------------------- | ----------------- |
| 70 | 1  | "La pénitente"                        | Birth, Death, Love and Rice   | James Burrows | Heide Perlman                     | 26 septembre 1985 |
| 71 | 2  | "Woody s'empâte"                      | Woody Goes Belly Up           | James Burrows | Heide Perlman                     | 3 octobre 1985    |
| 72 | 3  | "Un jour mon prince viendra"          | Someday My Prince Will Come   | James Burrows | Tom Seeley et Norm Gunzenhauser   | 17 octobre 1985   |
| 73 | 4  | "Le mariage c'est mieux"              | The Groom Wore Clearasil      | James Burrows | Peter Casey et David Lee          | 24 octobre 1985   |
| 74 | 5  | "Le cauchemar de Diane"               | Diane's Nightmare             | James Burrows | David Lloyd                       | 31 octobre 1985   |
| 75 | 6  | "Les bons comptes font les bons amis" | I Will Gladly Pay You Tuesday | James Burrows | Cheri Eichen et Bill Steinkellner | 7 novembre 1985   |
| 76 | 7  | "Trop beau pour être vrai "           | 2 Good to Be 4 Real           | James Burrows | Peter Casey et David Lee          | 14 novembre 1985  |
| 77 | 8  | "Rapports de voisinage"               | Love Thy Neighbor             | James Burrows | David Angell                      | 21 novembre 1985  |
| 78 | 9  | "Vive le sport"                       | From Beer to Eternity         | James Burrows | Peter Casey et David Lee          | 28 novembre 1985  |
| 79 | 10 | "Le père de Cliff"                    | The Barstoolie                | James Burrows | Andy Cowan et David S. Williger   | 5 décembre 1985   |
| 80 | 11 | "Etude de cas"                        | Don Juan Is Hell              | James Burrows | Phoef Sutton                      | 12 décembre 1985  |
| 81 | 12 | "Un pari dangereux"                   | Fools and Their Money         | James Burrows | Heide Perlman                     | 19 décembre 1985  |
| 82 | 13 | "Souvenirs, souvenirs"                | Take My Shirt...Please?       | James Burrows | David Lloyd                       | 9 janvier 1986    |
| 83 | 14 | "Soupçons"                            | Suspicion                     | James Burrows | Tom Reeder                        | 16 janvier 1986   |
| 84 | 15 | "Le trio infernal"                    | The Triangle                  | James Burrows | Susan Seeger                      | 23 janvier 1986   |
| 85 | 16 | "Cliffy a une touche"                 | Cliffie's Big Score           | James Burrows | Heide Perlman                     | 30 janvier 1986   |
| 86 | 17 | "Seconde chance"                      | Second Time Around            | Thomas Lofaro | Cheri Eichen et Bill Steinkellner | 6 février 1986    |
| 87 | 18 | "Norm a des principes"                | The Peterson Principle        | James Burrows | Peter Casey et David Lee          | 13 février 1986   |
| 88 | 19 | "Humeur noire"                        | Dark Imaginings               | James Burrows | David Angell                      | 20 février 1986   |
| 89 | 20 | "Concours de dance"                   | Save the Last Dance for Me    | James Burrows | Heide Perlman                     | 27 février 1986   |
| 90 | 21 | "Le moment de vérité"                 | Fear Is My Co-Pilot           | James Burrows | Cheri Eichen et Bill Steinkellner | 13 mars 1986      |
| 91 | 22 | "Diane est gâtée"                     | Diane Chambers Day            | James Burrows | Kimberly Hill                     | 20 mars 1986      |
| 92 | 23 | "Barman remplaçant"                   | Relief Bartender              | James Burrows | Miriam Trogdon                    | 27 mars 1986      |
| 93 | 24 | "Drôle de couple Partie 1"            | Strange Bedfellows - Part 1   | James Burrows | David Angell                      | 1er mai 1986      |
| 94 | 25 | "Drôle de couple Partie 2"            | Strange Bedfellows - Part 2   | James Burrows | David Angell                      | 8 mai 1986        |
| 95 | 26 | "Drôle de couple Partie 3"            | Strange Bedfellows - Part 3   | James Burrows | David Angell                      | 15 mai 1986       |

### Saison 5: 1986/87
| N°  | #  | Titre français                    | Titre original                                     | Réalisation   | Scénario                           | 1er diffusion US  |
| --- | -- | --------------------------------- | -------------------------------------------------- | ------------- | ---------------------------------- | ----------------- |
| 96  | 1  | "La demande en mariage"           | The Proposal                                       | James Burrows | Peter Casey et David Lee           | 25 septembre 1986 |
| 97  | 2  | "Franchir le cap"                 | The Cape Cad                                       | James Burrows | Andy Cowan et David S. Williger    | 2 octobre 1986    |
| 98  | 3  | "L'argent ne fait pas le bonheur" | Money Dearest                                      | James Burrows | Janet Leahy                        | 9 octobre 1986    |
| 99  | 4  | "Psychiatres en folie"            | Abnormal Psychology                                | James Burrows | Janet Leahy                        | 16 octobre 1986   |
| 100 | 5  | "La maison hantée"                | House of Horrors with Formal Dining and Used Brick | James Burrows | David Angell                       | 30 octobre 1986   |
| 101 | 6  | "Bronzomatic"                     | Tan 'n' Wash                                       | James Burrows | Cheri Eichen et Bill Steinkellner  | 6 novembre 1986   |
| 102 | 7  | "Usurpation d'identité"           | Young Dr. Weinstein                                | James Burrows | Phoef Sutton                       | 13 novembre 1986  |
| 103 | 8  | "Les chevaliers du cimetière"     | Knights of the Scimitar                            | James Burrows | Jeff Abugov                        | 20 novembre 1986  |
| 104 | 9  | "Les orphelins de Thanksgiving"   | Thanksgiving Orphans                               | James Burrows | Cheri Eichen and Bill Steinkellner | 27 novembre 1986  |
| 105 | 10 | "Le poème"                        | Everyone Imitates Art                              | James Burrows | Heide Perlman                      | 4 décembre 1986   |
| 106 | 11 | "Le livre de Samuel"              | The Book of Samuel                                 | James Burrows | Phoef Sutton                       | 11 décembre 1986  |
| 107 | 12 | "Dance, Diane, Dance"             | Dance, Diane, Dance                                | James Burrows | Jeff Abugov                        | 18 décembre 1986  |
| 108 | 13 | "Chambers contre Malone"          | Chambers vs. Malone                                | James Burrows | David Angell                       | 8 janvier 1987    |
| 109 | 14 | "Un beau caillou"                 | Diamond Sam                                        | James Burrows | Tom Reeder                         | 15 janvier 1987   |
| 110 | 15 | "Envoûtées"                       | Spellbound                                         | James Burrows | Kimberly Hill                      | 22 janvier 1987   |
| 111 | 16 | "La poisse Partie 1"              | Never Love a Goalie - Part 1                       | James Burrows | Ken Levine et David Isaacs         | 29 janvier 1987   |
| 112 | 17 | "La poisse Partie 2"              | Never Love a Goalie - Part 2                       | James Burrows | Ken Levine et David Isaacs         | 5 février 1987    |
| 113 | 18 | "Dernières fois"                  | One Last Fling                                     | James Burrows | Cheri Eichen and Bill Steinkellner | 12 février 1987   |
| 114 | 19 | "Cliff est mordu"                 | Dog Bites Cliff                                    | James Burrows | Joanne Pagliaro                    | 19 février 1987   |
| 115 | 20 | "Dinner at Eight-ish"             | Dinner at Eight-ish                                | James Burrows | Phoef Sutton                       | 26 février 1987   |
| 116 | 21 | "Thérapie de couple"              | Simon Says                                         | James Burrows | Peter Casey and David Lee          | 5 mars 1987       |
| 117 | 22 | "Le parrain"                      | The Godfather, Part III                            | James Burrows | Chris Cluess et Stuart Kreisman    | 19 mars 1987      |
| 118 | 23 | "Norm renait"                     | Norm's First Hurrah                                | Thomas Lofaro | Andy Cowan et David S. Williger    | 26 mars 1987      |
| 119 | 24 | "Cheers, le film"                 | Cheers: The Motion Picture                         | Tim Berry     | Phoef Sutton                       | 2 avril 1987      |
| 120 | 25 | "Le déménagement"                 | A House Is Not a Home                              | James Burrows | Phoef Sutton                       | 30 avril 1987     |
| 121 | 26 | "Le mariage"                      | I Do, Adieu                                        | James Burrows | Glen Charles et Les Charles        | 7 mai 1987        |

### Saison 6: 1987/88
| N°  | #  | Titre français                             | Titre original                          | Réalisation                    | Scénario                           | 1er diffusion US  |
| --- | -- | ------------------------------------------ | --------------------------------------- | ------------------------------ | ---------------------------------- | ----------------- |
| 122 | 1  | "Heureux, qui comme Ulysse..."             | Home Is the Sailor                      | James Burrows                  | Glen Charles et Les Charles        | 24 septembre 1987 |
| 123 | 2  | "Sam à la télé"                            | "I" on Sports                           | James Burrows                  | Ken Levine et David Isaacs         | 1er octobre 1987  |
| 124 | 3  | "Carla enfin heureuse Partie 1"            | Little Carla, Happy at Last - Part 1    | James Burrows                  | Cheri Eichen et Bill Steinkellner  | 15 octobre 1987   |
| 125 | 4  | "Carla enfin heureuse Partie 2"            | Little Carla, Happy at Last - Part 2    | James Burrows                  | Cheri Eichen et Bill Steinkellner  | 22 octobre 1987   |
| 126 | 5  | "Frasier s'égare"                          | The Crane Mutiny                        | James Burrows                  | David Angell                       | 29 octobre 1987   |
| 127 | 6  | "Un coup de peinture"                      | Paint Your Office                       | James Burrows                  | Peter Casey et David Lee           | 5 novembre 1987   |
| 128 | 7  | "Le déracinement"                          | The Last Angry Mailman                  | James Burrows                  | Ken Levine et David Isaacs         | 12 novembre 1987  |
| 129 | 8  | "Bidding on the Boys"                      | Bidding on the Boys                     | Thomas Lofaro                  | David Lloyd                        | 19 novembre 1987  |
| 130 | 9  | "Woody joue la comédie"                    | Pudd'n head Boyd                        | James Burrows                  | Cheri Eichen and Bill Steinkellner | 26 novembre 1987  |
| 131 | 10 | "Le baiser"                                | A Kiss Is Still a Kiss                  | James Burrows                  | David Lloyd                        | 3 décembre 1987   |
| 132 | 11 | "Cliff change de vie"                      | My Fair Clavin                          | James Burrows                  | Phoef Sutton                       | 10 décembre 1987  |
| 133 | 12 | "Noël chez Cheers"                         | Christmas Cheers                        | James Burrows et Thomas Lofaro | Cheri Eichen et Bill Steinkellner  | 17 décembre 1987  |
| 134 | 13 | "Woody fait de la figuration "             | Woody for Hire Meets Norman of the Apes | Tim Berry                      | Phoef Sutton                       | 7 janvier 1988    |
| 135 | 14 | "Le chouchou du patron"                    | And God Created Woodman                 | John Ratzenberger              | Jeffrey Duteil                     | 14 janvier 1988   |
| 136 | 15 | "Serveuses à gogo"                         | Tale of Two Cuties                      | Michael Zinberg                | Cheri Eichen et Bill Steinkellner  | 21 janvier 1988   |
| 137 | 16 | "La croisière s'amuse"                     | Yacht of Fools                          | Thomas Lofaro                  | Phoef Sutton                       | 4 février 1988    |
| 138 | 17 | "À toutes les filles qu'on a aimées avant" | To All the Girls I've Loved Before      | James Burrows                  | Ken Levine et David Isaacs         | 11 février 1988   |
| 139 | 18 | "Dans le placard"                          | Let Sleeping Drakes Lie                 | James Burrows                  | David Lloyd                        | 18 février 1988   |
| 140 | 19 | "Y a-t-il un pilote dans l'avion ?"        | Airport V                               | George Wendt                   | Ken Levine et David Isaacs         | 25 février 1988   |
| 141 | 20 | "Le monde cruel des affaires"              | The Sam in the Gray Flannel Suit        | Tim Berry                      | Cheri Eichen et Bill Steinkellner  | 3 mars 1988       |
| 142 | 21 | "Thérapie de couple"                       | Our Hourly Bread                        | Andy Ackerman                  | Susan Herring                      | 10 mars 1988      |
| 143 | 22 | "Coup de vieux"                            | Slumber Party Massacred                 | James Burrows                  | Phoef Sutton                       | 24 mars 1988      |
| 144 | 23 | "La guerre des Bars"                       | Bar Wars                                | James Burrows                  | Ken Levine et David Isaacs         | 30 mars 1987      |
| 145 | 24 | "Baiser volé"                              | The Big Kiss-Off                        | James Burrows                  | Ken Levine et David Isaacs         | 28 avril 1988     |
| 146 | 25 | "Rebecca se jette à l'eau"                 | Backseat Becky, Up Front                | James Burrows                  | Cheri Eichen et Bill Steinkellner  | 5 mai 1988        |

### Saison 7: 1988/89
| N°  | #  | Titre français                     | Titre original                            | Réalisation   | Scénario                           | 1er diffusion US |
| --- | -- | ---------------------------------- | ----------------------------------------- | ------------- | ---------------------------------- | ---------------- |
| 147 | 1  | "Le nouveau patron"                | How to Recede in Business                 | James Burrows | David Lloyd                        | 27 octobre 1988  |
| 148 | 2  | "Je jure devant Dieu"              | Swear to God                              | James Burrows | Tom Reeder                         | 3 novembre 1988  |
| 149 | 3  | "Il était un petit homme Partie 1" | Executive Sweet                           | James Burrows | Phoef Sutton                       | 10 novembre 1988 |
| 150 | 4  | "Il était un petit homme Partie 2" | One Happy Chappy in a Snappy Serape       | James Burrows | Cheri Eichen et Bill Steinkellner  | 17 novembre 1988 |
| 151 | 5  | "La patineuse qui venait du Froid" | Those Lips, Those Ice                     | James Burrows | Peter Casey et David Lee           | 24 novembre 1988 |
| 152 | 6  | "Double vie"                       | Norm, Is That You?                        | James Burrows | Cheri Eichen et Bill Steinkellner  | 8 décembre 1988  |
| 153 | 7  | "Des amis à tout prix!"            | How to Win Friends and Electrocute People | James Burrows | Phoef Sutton                       | 15 décembre 1988 |
| 154 | 8  | "L'amour du risque"                | Jumping Jerks                             | James Burrows | Ken Levine et David Isaacs         | 22 décembre 1988 |
| 155 | 9  | "Clowneries"                       | Send in the Crane                         | James Burrows | David Lloyd                        | 5 janvier 1989   |
| 156 | 10 | "Jamais deux sans trois"           | Bar Wars II: The Woodman Strikes Back     | James Burrows | Ken Levine et David Isaacs         | 12 janvier 1989  |
| 157 | 11 | "Attention, chien méchant!"        | Adventures in Housesitting                | James Burrows | Patricia Niedzialek et Cecile Alch | 19 janvier 1989  |
| 158 | 12 | "La factrice"                      | Please Mr. Postman                        | James Burrows | Brian Pollack et Mert Rich         | 2 février 1989   |
| 159 | 13 | "Le golden Boys"                   | Golden Boyd                               | James Burrows | Cheri Eichen et Bill Steinkellner  | 9 février 1989   |
| 160 | 14 | "C'est comment un enfant?"         | I Kid You Not                             | James Burrows | Red Burton                         | 16 février 1989  |
| 161 | 15 | "La reine de la Pub"               | Don't Paint Your Chickens                 | James Burrows | Ken Levine et David Isaacs         | 23 février 1989  |
| 162 | 16 | "Retour aux sources"               | The Cranemakers                           | Andy Ackerman | Phoef Sutton                       | 2 mars 1989      |
| 163 | 17 | "La croqueuse de Diamants"         | Hot Rocks                                 | James Burrows | Ken Levine et David Isaacs         | 16 mars 1989     |
| 164 | 18 | "La comédie de l'impuissance"      | What's Up, Doc?                           | James Burrows | Brian Pollack et Mert Rich         | 30 mars 1989     |
| 165 | 19 | "C'est l’intention qui compte"     | The Gift of the Woodi                     | James Burrows | Phoef Sutton                       | 6 avril 1989     |
| 166 | 20 | "Le téléphone pleure"              | Call Me Irresponsible                     | James Burrows | Dan O'Shannon et Tom Anderson      | 13 avril 1989    |
| 167 | 21 | "Les Sœurs ennemies"               | Sisterly Love                             | James Burrows | David Lloyd                        | 27 avril 1989    |
| 168 | 22 | "Le Psy lubrique"                  | The Visiting Lecher                       | James Burrows | David Lloyd                        | 4 mai 1989       |

### Saison 8: 1989/90
| N°  | #  | Titre français                     | Titre original                       | Réalisation   | Scénario                          | 1er diffusion US  |
| --- | -- | ---------------------------------- | ------------------------------------ | ------------- | --------------------------------- | ----------------- |
| 169 | 1  | "Un rêve invraisemblable Partie 1" | The Improbable Dream - Part 1        | James Burrows | Cheri Eichen et Bill Steinkellner | 21 septembre 1989 |
| 170 | 2  | "Un rêve invraisemblable Partie 2" | The Improbable Dream - Part 2        | James Burrows | Cheri Eichen et Bill Steinkellner | 28 septembre 1989 |
| 171 | 3  | "Le nouveau bar de Sam"            | A Bar Is Born                        | James Burrows | Phoef Sutton                      | 12 octobre 1989   |
| 172 | 4  | "Cliff simpatise"                  | How to Marry a Mailman               | James Burrows | Brian Pollack et Mert Rich        | 19 octobre 1989   |
| 173 | 5  | "Dr. Peterson and Mister Kreitzer" | The Two Faces of Norm                | Andy Ackerman | Eugene B. Stein                   | 26 octobre 1989   |
| 174 | 6  | "Le cadeau de la cigogne"          | The Stork Brings a Crane             | Andy Ackerman | David Lloyd                       | 2 novembre 1989   |
| 175 | 7  | "Le noir te va si bien"            | Death Takes a Holiday on Ice         | James Burrows | Ken Levine et David Isaacs        | 9 novembre 1989   |
| 176 | 8  | "Un truc d'hommes"                 | For Real Men Only                    | James Burrows | Brian Pollack et Mert Rich        | 16 novembre 1989  |
| 177 | 9  | "Le double jeu de Woody"           | Two Girls for Every Boyd             | James Burrows | Dan O'Shannon et Tom Anderson     | 23 novembre 1989  |
| 178 | 10 | "Sous haute surveillance"          | The Art of the Steal                 | James Burrows | Susan Herring                     | 30 novembre 1989  |
| 179 | 11 | "Traque infernale"                 | Feeble Attraction                    | Andy Ackerman | Dan O'Shannon et Tom Anderson     | 7 décembre 1989   |
| 180 | 12 | "La régate s'amuse"                | Sam Ahoy                             | James Burrows | David Lloyd                       | 14 décembre 1989  |
| 181 | 13 | "Sammy et le professeur"           | Sammy and the Professor              | James Burrows | Brian Pollack et Mert Rich        | 4 janvier 1990    |
| 182 | 14 | "Jeopardy"                         | What Is… Cliff Clavin?               | Andy Ackerman | Dan O'Shannon et Tom Anderson     | 18 janvier 1990   |
| 183 | 15 | "Enfin! Partie 1"                  | Finally! - Part 1                    | James Burrows | Ken Levine et David Isaacs        | 25 janvier 1990   |
| 184 | 16 | "Enfin! Partie 2"                  | Finally! - Part 2                    | James Burrows | Ken Levine et David Isaacs        | 1er février 1990  |
| 185 | 17 | "Le tombeur de ces dames"          | Woody or Won't He                    | Andy Ackerman | Brian Pollack et Mert Rich        | 8 février 1990    |
| 186 | 18 | "Frasier le bon garçon"            | Severe Crane Damage                  | Andy Ackerman | Dan O'Shannon et Tom Anderson     | 15 février 1990   |
| 187 | 19 | "Le duel"                          | Indoor Fun with Sammy and Robby      | Andy Ackerman | Phoef Sutton                      | 22 février 1990   |
| 188 | 20 | "L'hériatge"                       | 50–50 Carla                          | James Burrows | David Lloyd                       | 8 mars 1990       |
| 189 | 21 | "Le retour de Tecumseh"            | Bar Wars III: The Return of Tecumseh | James Burrows | Ken Levine et David Isaacs        | 15 mars 1990      |
| 190 | 22 | "Fiançailles secrètes"             | Loverboyd                            | James Burrows | Brian Pollack et Mert Rich        | 29 mars 1990      |
| 191 | 23 | "The Ghost and Mrs. Lebec"         | The Ghost and Mrs. Lebec             | James Burrows | Dan Staley et Rob Long            | 12 avril 1990     |
| 192 | 24 | "Samy s'envoie en l'air"           | Mr. Otis Regrets                     | Andy Ackerman | Ken Levine et David Isaacs        | 19 avril 1990     |
| 193 | 25 | "Ah l'amour! Partie 1"             | Cry Hard                             | James Burrows | Dan O'Shannon et Tom Anderson     | 26 avril 1990     |
| 194 | 26 | "Ah l'amour! Partie 2"             | Cry Harder                           | James Burrows | Cheri Eichen et Bill Steinkellner | 3 mai 1990        |

### Saison 9: 1990/91
| N°       | #  | Titre français                           | Titre original                                           | Réalisation                    | Scénario                                        | 1er diffusion US  |
| -------- | -- | ---------------------------------------- | -------------------------------------------------------- | ------------------------------ | ----------------------------------------------- | ----------------- |
| 195      | 1  | "Lendemain de fête"                      | Love Is a Really, Really, Perfectly Okay Thing           | James Burrows                  | Phoef Sutton                                    | 20 septembre 1990 |
| 196      | 2  | "Une défaite de plus"                    | Cheers Fouls Out                                         | James Burrows                  | Larry Balmagia                                  | 27 septembre 1990 |
| 197      | 3  | "Le bar sans Rebecca"                    | Rebecca Redux                                            | James Burrows                  | Phoef Sutton, Cheri Eichen et Bill Steinkellner | 4 octobre 1990    |
| 198      | 4  | "Comment devenir célèbre"                | Where Nobody Knows Your Name                             | Andy Ackerman                  | Dan O'Shannon et Tom Anderson                   | 11 octobre 1990   |
| 199      | 5  | "Toi, le frère que je n'ai jamais eu..." | Ma Always Liked You Best                                 | Andy Ackerman                  | Dan O'Shannon et Tom Anderson                   | 18 octobre 1990   |
| 200      | 6  | "Norm se bat"                            | Grease                                                   | James Burrows                  | Brian Pollack et Mert Rich                      | 25 octobre 1990   |
| 201      | 7  | "Pulsions"                               | Breaking In Is Hard to Do                                | Andy Ackerman                  | Ken Levine et David Isaacs                      | 1er novembre 1990 |
| 202/ 203 | 8  | "Le 200e Episode" (Double-épisode)       | Cheers 200th Anniversary Special                         | James Burrows et Andy Ackerman | Phoef Sutton, Cheri Eichen et Bill Steinkellner | 8 novembre 1990   |
| 204      | 9  | "Querelles de voisinages"                | Bad Neighbor Sam                                         | James Burrows                  | Cheri Eichen et Bill Steinkellner               | 15 novembre 1990  |
| 205      | 10 | "Woody fait de la pub"                   | Veggie-Boyd                                              | James Burrows                  | Dan Staley et Rob Long                          | 22 novembre 1990  |
| 206      | 11 | "La zizanie"                             | Norm and Cliff's Excellent Adventure                     | James Burrows                  | Ken Levine et David Isaacs                      | 6 décembre 1990   |
| 207      | 12 | "Woody passe à l'acte"                   | Woody Interruptus                                        | James Burrows                  | Dan Staley et Rob Long                          | 13 décembre 1990  |
| 208      | 13 | "Tu honoreras ta mère"                   | Honor Thy Mother                                         | James Burrows                  | Brian Pollack et Mert Rich                      | 3 janvier 1991    |
| 209      | 14 | "Hill est trop fort"                     | Achilles Hill                                            | Andy Ackerman                  | Ken Levine et David Isaacs                      | 10 janvier 1991   |
| 210      | 15 | "Une décision difficile Partie 1"        | The Days of Wine and Neuroses                            | James Burrows                  | Brian Pollack et Mert Rich                      | 24 janvier 1991   |
| 211      | 16 | "Le blues de la mariée Partie 2"         | Wedding Bell Blues                                       | James Burrows                  | Dan O'Shannon et Tom Anderson                   | 31 janvier 1991   |
| 212      | 17 | "Rebecca s'en va"                        | I'm Getting My Act Together and Sticking It in Your Face | Andy Ackerman                  | Dan Staley et Rob Long                          | 7 février 1991    |
| 213      | 18 | "Rendez-vous dans un an"                 | Sam Time Next Year                                       | James Burrows                  | Larry Balmagia                                  | 14 février 1991   |
| 214      | 19 | "Le choc des Titans"                     | Crash of the Titans                                      | James Burrows                  | Dan Staley et Rob Long                          | 21 février 1991   |
| 215      | 20 | "Lilith se fache"                        | It's a Wonderful Wife                                    | James Burrows                  | Susan Herring                                   | 28 février 1991   |
| 216      | 21 | "Une tasse de thé"                       | Cheers Has Chili                                         | Andy Ackerman                  | Phoef Sutton, Cheri Eichen et Bill Steinkellner | 14 mars 1991      |
| 217      | 22 | "Carla aime clavin"                      | Carla Loves Clavin                                       | James Burrows                  | Dan Staley et Rob Long                          | 21 mars 1991      |
| 218      | 23 | "Le chien perdu sans collier"            | Pitch It Again, Sam                                      | James Burrows                  | Dan O'Shannon et Tom Anderson                   | 28 mars 1991      |
| 219      | 24 | "Les femmes préfèrent les gros"          | Rat Girl                                                 | James Burrows                  | Ken Levine et David Isaacs                      | 4 avril 1991      |
| 220      | 25 | "Sammy Poppins"                          | Home Malone                                              | Andy Ackerman                  | Dan O'Shannon et Tom Anderson                   | 25 avril 1991     |
| 221      | 26 | "Il fait un bébé tout seul"              | Uncle Sam Wants You                                      | James Burrows                  | Dan Staley et Rob Long                          | 2 mai 1991        |

### Saison 10: 1991/92
| N°       | #  | Titre français                                 | Titre original                              | Réalisation       | Scénario                          | 1er diffusion US  |
| -------- | -- | ---------------------------------------------- | ------------------------------------------- | ----------------- | --------------------------------- | ----------------- |
| 222      | 1  | "Atmosphère, Atmosphère"                       | Baby Balk                                   | James Burrows     | Dan O'Shannon et Tom Anderson     | 19 septembre 1991 |
| 223      | 2  | "Un voyage entre hommes"                       | Get Your Kicks on Route 666                 | James Burrows     | Dan O'Shannon et Tom Anderson     | 26 septembre 1991 |
| 224      | 3  | "Carla a des visions"                          | Madame LaCarla                              | James Burrows     | Dan O'Shannon et Tom Anderson     | 3 octobre 1991    |
| 225      | 4  | "Norm s'incruste"                              | The Norm Who Came to Dinner                 | Tom Moore         | Dan O'Shannon et Tom Anderson     | 10 octobre 1991   |
| 226      | 5  | "La Femme de sa vie"                           | Ma's Little Maggie                          | James Burrows     | Tracy Newman et Jonathan Stark    | 17 octobre 1991   |
| 227      | 6  | "Une nounou d'enfer"                           | Unplanned Parenthood                        | James Burrows     | Dan Staley et Rob Long            | 24 octobre 1991   |
| 228      | 7  | "Une blague qui tourne mal"                    | Bar Wars V: The Final Judgment              | James Burrows     | Ken Levine et David Isaacs        | 31 octobre 1991   |
| 229      | 8  | "Des détails importants"                       | Where Have All the Floorboards Gone?        | James Burrows     | Ken Levine et David Isaacs        | 7 novembre 1991   |
| 230      | 9  | "Un moment d'égarement"                        | Head Over Hill                              | John Ratzenberger | Dan Staley et Rob Long            | 14 novembre 1991  |
| 231      | 10 | "Trois mariages et une explosion"              | A Fine French Whine                         | James Burrows     | Dan Staley et Rob Long            | 21 novembre 1991  |
| 232      | 11 | "A qui la faute?"                              | I'm Okay, You're Defective                  | James Burrows     | Dan Staley et Rob Long            | 5 décembre 1991   |
| 233      | 12 | "Bébé or not bébé"                             | Go Make                                     | James Burrows     | Phoef Sutton                      | 12 décembre 1991  |
| 234      | 13 | "Le psy déculotté"                             | Don't Shoot...I'm Only the Psychiatrist     | James Burrows     | Kathy Ann Stumpe                  | 2 janvier 1992    |
| 235      | 14 | "Woody travail trop"                           | No Rest for the Woody                       | James Burrows     | Tracy Newman et Jonathan Stark    | 9 janvier 1992    |
| 236      | 15 | "Mon fils, le père"                            | My Son, the Father                          | James Burrows     | Dan Staley et Rob Long            | 16 janvier 1992   |
| 237      | 16 | "Le chant de la sirène"                        | One Hugs, the Other Doesn't                 | James Burrows     | Cheri Eichen et Bill Steinkellner | 30 janvier 1992   |
| 238      | 17 | "un soupirant pour Rebecca"                    | A Diminished Rebecca with a Suspended Cliff | James Burrows     | Dan O'Shannon et Tom Anderson     | 6 février 1992    |
| 239      | 18 | "Une faute grave"                              | License to Hill                             | James Burrows     | Ken Levine et David Isaacs        | 13 février 1992   |
| 240      | 19 | "Le charme discret de la bourgeoise"           | Rich Man, Wood Man                          | James Burrows     | Daniel Palladino                  | 20 février 1992   |
| 241      | 20 | "Un mariage arrangé"                           | Smotherly Love                              | James Burrows     | Kathy Ann Stumpe                  | 27 février 1992   |
| 242      | 21 | "Un vrai jeu d'enfant"                         | Take Me Out of the Ball Game                | James Burrows     | Kathy Ann Stumpe                  | 26 mars 1992      |
| 243      | 22 | "L'ex de Rebecca"                              | Rebecca's Lover...Not                       | James Burrows     | Tracy Newman et Jonathan Stark    | 23 avril 1992     |
| 244      | 23 | "La guerre des Bars, le retour de la revanche" | Bar Wars VI: This Time It's for Real        | Rick Beren        | Ken Levine et David Isaacs        | 30 avril 1992     |
| 245      | 24 | "Cliff à Hollywood"                            | Heeeeere's...Cliffy!                        | James Burrows     | Ken Levine et David Isaacs        | 7 mai 1992        |
| 246/ 247 | 25 | "Un mariage comme on les aimes"                | An Old-Fashioned Wedding                    | James Burrows     | David Lloyd                       | 14 mai 1992       |

### Saison 11: 1992/93
| N°            | #  | Titre français                                    | Titre original                                      | Réalisation       | Scénario                                            | 1er diffusion US  |
| ------------- | -- | ------------------------------------------------- | --------------------------------------------------- | ----------------- | --------------------------------------------------- | ----------------- |
| 248           | 1  | "Le coup de la cigarette"                         | The Little Match Girl                               | James Burrows     | Dan Staley et Rob Long                              | 24 septembre 1992 |
| 249           | 2  | "La bière est toujours plus verte chez le voisin" | The Beer Is Always Greener                          | James Burrows     | Tom Leopold                                         | 1er octobre 1992  |
| 250           | 3  | "Le roi de la bière"                              | The King of Beers                                   | John Ratzenberger | Dan O'Shannon                                       | 8 octobre 1992    |
| 251           | 4  | "Henri le retour"                                 | The Magnificent Six                                 | James Burrows     | Sue Herring                                         | 22 octobre 1992   |
| 252           | 5  | "Le facteur à la rescousse"                       | Do Not Forsake Me O' My Postman                     | James Burrows     | Ken Levine et David Isaacs                          | 29 octobre 1992   |
| 253           | 6  | "Drame de couple Partie 1"                        | Teaching with the Enemy                             | James Burrows     | Tom Anderson                                        | 5 novembre 1992   |
| 254           | 7  | "Le départ de Lilith Partie 2"                    | The Girl in the Plastic Bubble                      | James Burrows     | Dan O'Shannon                                       | 12 novembre 1992  |
| 255           | 8  | "Woody maître-chanteur"                           | Ill-Gotten Gaines                                   | James Burrows     | Fred Graver                                         | 19 novembre 1992  |
| 256           | 9  | "Amour vache"                                     | Feelings...Whoa, Whoa, Whoa                         | Rick Beren        | Kathy Ann Stumpe                                    | 3 décembre 1922   |
| 257           | 10 | "La fille à papa"                                 | Daddy's Little Middle-Aged Girl                     | James Burrows     | Rebecca Parr Cioffi                                 | 10 décembre 1992  |
| 258           | 11 | "Pour l'amour d'une Corvette"                     | Love Me, Love My Car                                | James Burrows     | David Lloyd                                         | 17 décembre 1992  |
| 259           | 12 | "Famille, je vous hais"                           | Sunday Dinner                                       | James Burrows     | Fred Graver                                         | 7 janvier 1993    |
| 260           | 13 | "Contrôle fiscal"                                 | Norm's Big Audit                                    | John Ratzenberger | Tom Leopold                                         | 14 janvier 1993   |
| 261           | 14 | "L'argent rend fou"                               | It's a Mad, Mad, Mad, Mad, Mad Bar                  | James Burrows     | Rebecca Parr Cioffi                                 | 21 janvier 1993   |
| 262           | 15 | "Le père de la mariée"                            | Loathe and Marriage                                 | James Burrows     | Ken Levine et David Isaacs                          | 4 février 1993    |
| 263           | 16 | "Rebecca joue au docteur"                         | Is There a Doctor in the Howe?                      | James Burrows     | Kathy Ann Stumpe                                    | 11 février 1993   |
| 264           | 17 | "Coup de théâtre"                                 | The Bar Manager, the Shrink, His Wife and Her Lover | James Burrows     | Kathy Ann Stumpe                                    | 18 février 1993   |
| 265           | 18 | "La dernière séance"                              | The Last Picture Show                               | James Burrows     | Fred Graver                                         | 25 février 1993   |
| 266           | 19 | "Attentat à la pudeur"                            | Bar Wars VII: The Naked Prey                        | James Burrows     | Ken Levine et David Isaacs                          | 18 mars 1993      |
| 267           | 20 | "Nuit de folie"                                   | Look Before You Sleep                               | James Burrows     | Rebecca Parr Cioffi                                 | 1er avril 1993    |
| 268           | 21 | "Woody en campagne"                               | Woody Gets an Election                              | James Burrows     | Dan O'Shannon, Tom Anderson, Dan Staley et Rob Long | 22 avril 1993     |
| 269           | 22 | "Les méfaits de l'alcool"                         | It's Lonely on the Top                              | James Burrows     | Heide Perlman                                       | 29 avril 1993     |
| 270/ 271      | 23 | "Rebecca s'emballe" (Double-épisode)              | Rebecca Gaines, Rebecca Loses                       | James Burrows     | David Lloyd                                         | 6 mai 1993        |
| 272           | 24 | "C'est plus fort que lui"                         | The Guy Can't Help It                               | James Burrows     | David Angell, Peter Casey et David Lee              | 13 mai 1993       |
| 273/ 274/ 275 | 25 | "Un dernier pour la route" (Triple-épisode)       | One for the Road                                    | James Burrows     | David Lloyd                                         | 20 mai 1993       |